# Czarna Wieś (województwo wielkopolskie)
Czarna Wieś – wieś w Polsce położona w województwie wielkopolskim, w powiecie grodziskim, w gminie Grodzisk Wielkopolski.
Założona została w XVIII wieku na terenie leśnym jako Czarne Olędry przez Opalińskich właścicieli dóbr grodziskich. Pamiątką po tym jest charakterystyczny dla osad olęderskich rozproszony układ gospodarstw. 
Zobacz też: Czarna Wieś
W okresie Wielkiego Księstwa Poznańskiego (1815-1848) wieś wzmiankowana była jako Czarne Olendry i należała do wsi większych w ówczesnym powiecie bukowskim, który dzielił się na cztery okręgi (bukowski, grodziski, lutomyślski oraz lwowkowski). Czarne Olendry należały do okręgu grodziskiego i stanowiły część obszernego majątku Grodzisk (Grätz), którego właścicielem był wówczas Szolc i Łubieński. Według spisu urzędowego z 1837 roku wieś liczyła 375 mieszkańców i 58 dymów (domostw).
Natomiast w czasie spisu powszechnego w 1921 roku naliczono we wsi 70 domostw (w tym 2 pustostany) i w sumie 380 mieszkańców, z których 56 podawało narodowość polską, a 324 niemiecką.
W latach 1975–1998 miejscowość administracyjnie należała do województwa poznańskiego.